# Heinrich Gottfried Haferung
Heinrich Gottfried Haferung (* 13. Oktober 1713 in Wittenberg; † 11. April 1759 in Schönewalde) war ein deutscher lutherischer Theologe.

## Leben
Heinrich Gottfried Haferung wurde 1713 in Wittenberg als Sohn des Theologen Johann Kaspar Haferung und seiner Frau Johanna Elenora geboren. Seine Mutter war die Tochter des schwarzburgischen Hofrats und Bürgermeisters von Greußen Justus Samuel Bergmann und dessen Frau Johanna (geb. Zink). Es stammte er väterlicherseits aus einer evangelischen Pfarrfamilie. In Wittenberg besuchte er die Stadtschule, unter anderem bei dem Rektor Martin Knobloch. Dadurch, dass sein Vater als Professor der Theologie zum akademischen Personal der Universität Wittenberg gehörte, wurde Haferung am 21. Oktober 1728 kostenlos an der Hochschule seiner Heimatstadt immatrikuliert. Hier absolvierte er zunächst ein Studium der Artes Liberales.
Dazu standen Haferung unter anderem die Vorlesungen von Christoph Ludwig Crell in Poetik, von Martin Hassen in Ethik, von Johann Gottfried Krause in Geschichte, von Georg Wilhelm Kirchmaier in Griechischer Sprache und Literatur, von Franz Woken in Philosophie, von Ernst Christian Schröder in didaktischer Logik, bei Johann Matthias Hase, sowie Johann Friedrich Weidler in Mathematik, bei Martin Gotthelf Löscher in Physik und bei Johann Wilhelm von Berger in Rhetorik. Nachdem er unter seinem Vater mit der Dissertation de intentionis essicacia in sacramentis disputiert hatte, erlangte er unter Ernst Christian Schröder mit der Dissertation de intentionis essicacia in sacramentis am 30. April 1732 den akademischen Grad eines Magisters. Noch im selben Jahr erwarb er sich am 24. September die Vorleseerlaubnis für Hochschulen als Magister Legens. Nach länger Bewährungszeit als Privatdozent in Wittenberg wurde Haferung am 23. April 1737 als Adjunkt in die philosophische Fakultät aufgenommen.
Da Haferung den Weg eines Theologen verfolgte und im Hochschulbetrieb der Universität Wittenberg wenig Aussichten auf eine weitere akademische Entwicklung sah, wechselte er, nachdem er 1742 noch Dekan der philosophischen Fakultät gewesen war, als Pfarrer nach Schönewalde. Dort wirkte er bis zu seinem Lebensende. Haferung der sich in seinen Schriften auch theologischen Themen widmete, beteiligte sich unter anderem mit seiner Dissertation de mysteriis, neque comprehendi valcntibus. neque tarnen rationi adversantibus, an der öffentlichen Debatte in der deutschen Aufklärung.
Genealogisch wäre anzumerken, dass er sich mit Charlotta Eleonora, der Tochter des Pfarrers in Elester Ephraim Reddemer, vermählt hatte. Aus dieser Ehe sind fünf Söhne und drei Töchter hervorgegangen. Bekannt sind die Söhne Johann Ephraim Haferung, Carl Friedrich Benjamin Haferung, Georg Christian Haferung, Johann Friedrich Haferung und Christoph Gotthelf Haferung.

## Werkauswahl
1. Diss. (Praes. parente J. C. Haferung) de intentionis essicacia in sacramentis. Wittenberg 1731
2. Diss. (Praes. Schroetero) da omnipraesentia et immensitate Dei. Wittenberg 1732
3. Diss. de creatione mundi ex nihilo. Wittenberg 1733
4. Meditatio philosophica, quantum antistet, quibusque ab conditionibus generis humani scripta revelatio traditionariae et individuali Quackerorum, contra Dippelium. Wittenberg 1734
5. Progr. de eo, quod durum est legibus civilibus, sed non iniqnum. Wittenberg 1734
6. Diss. sistens pietatem Philosophi erga mysteria altioris sphaerae. Wittenberg 1734
7. Diss. de mysteriis, neque comprehendi valcntibus. neque tarnen rationi adversantibus. Wittenberg 1736
8. Diss. Methodus fines divinos ex naturae contemplatione eruendi. Wittenberg 1737
9. Progr. Systema convenientiae non satis esse conveniens. Wittenberg 1737
10. Standrede von der wahren Grossmuth im Tode, als einem Vorzuge der Christen. Wittenberg 1741
11. Progr. Filum Ariadneum, ad quod ex labyrintho libertatis Leibnitziano salvi evadamus. Wittenberg 1742